# Gaia: One Woman’s Journey
A Gaia: One Woman’s Journey Olivia Newton-John 1994-ben megjelent stúdióalbuma. Az 1992 és 1993 között, Olivia súlyos betegsége és gyógyulása alatt íródott, a világgal, élettel, halállal, reménnyel való  legszemélyesebb érzéseit tolmácsoló, mindvégig pozitív és reményteljes hangulatú dalok saját szerzeményei, egyben Olivia új művészeti korszakának első dalai. Gaia a görög mitológiában az anyaföld szellemét, minden létező forrását testesíti meg. A Trust Yourself a Lányok a szomszédból, a The Way of Love a Karácsonyi románc című film cím dala is egyben. A No Matter What You Do klipjét részben Olivia Byron Bay közeli farmján forgatták.

## Az album előzményei
Olivia Newton-John karrierje az 1971-ben megjelent első, If Not For You című albumával kezdődött. A következő tíz évben tucatnyi albumot jelentetett meg, a filmtörténet legsikeresebb musicaljének főszereplője volt (Grease), 1981-es Physical című dala minden addigi rekordot megdöntött, tíz héten keresztül vezette az amerikai slágerlistát. Az angol nyelvterület addigi legsikeresebb énekesnőjének számító Olivia a John Travolta közreműködésével készült sikertelen Két fél egy egész című film után visszafogott a tempóból, elsősorban Koala Blue üzleti vállalkozására, családjára, majd megszületett lányára koncentrált. A Physical után mindössze két popzenei albumot jelentetett meg az évtizedben, az első az 1985-ös Soul Kiss, a második az 1988-as The Rumour.
A kilencvenes évek elejére Olivia már elsősorban üzletasszonynak és családanyának tartotta magát. 1991-ben azonban tragikus eseménysorozat vette kezdetét. A Koala Blue üzlethálózat nyolc évnyi folyamatos fejlődés és terjeszkedés után néhány hónap alatt, váratlanul fizetésképtelenné vált, majd csődeljárás alá került. A felszámolás után kárpótlási perek egész sora indult Olivia és a másik tulajdonos, egyben barátnője, Pat Farrar ellen. Ugyanebben az időben egy ritka, akkor még gyógyíthatatlan betegségben meghalt saját lányaként szeretett keresztlánya. 17 éves korában elpusztult Amerikába érkezésekor kölyökként kapott imádott Jackson nevű kutyája, valamint az addig stabil pénzügyi helyzet is felborult, komoly anyagi gondok jelentkeztek.
Az akkor már három éve félig-meddig visszavonult Olivia megpróbált visszatérni a zenei világba. Kiadta Back to Basics: The Essential Collection című, négy új számmal kiegészített válogatáslemezét, mely Angliában és Ausztráliában sikeres volt, de a fő piacnak számító Amerikában nem, ezután kiadója, a Geffen Records felbontotta vele szerződését. Az igazi megpróbáltatás viszont csak ezután kezdődött.
1992 nyár elején Olivia egy kis csomót fedezett fel mellében. Több vizsgálatot is elvégeztek, mind negatívnak bizonyult. Oliviának azonban ezúttal rossz érzései voltak, kérésére elvégeztek egy komolyabb, sebészeti jellegű vizsgálatot is, melynek eredményére várni kellett.
A július 4-ei ünnep alkalmából a család elutazott egy hosszú hétvégére, ahol Olivia férje, Matt, két telefonüzenetet kapott. Az egyik, hogy Olivia rajongásig szeretett édesapja rákbetegségben meghalt, a másik, hogy a vizsgálat eredménye rossz lett és az onkológus sürgősen látni szeretné Oliviát. Tizenegy nappal később már sor is került a műtétre, melyet nyolc hónapig tartó, kínzó kemoterápia követett.
A kezelés leteltével a család Olivia ausztráliai avokádó farmjára vonult vissza, ahol a nyugodt körülmények között Olivia néhány hónap alatt teljesen felépült. Sok más, súlyos betegségből felgyógyult sorstársához hasonlóan addigi életét átértékelte, pozitív tulajdonságait, állat, ember, természetszeretetét megőrizte, de félelmeit, a külvilág elvárásainak való állandó megfelelési kényszerét sikeresen levetkőzve mélyen spirituális, új életszemléletre tért. A Gaia album dalai ebben, a betegség kezdetétől a felépülésig terjedő időszakban születtek.

## Az album ismertetése
A Gaia egy gyönyörű album. Egyszerre friss, bensőséges, reményteljes és elgondolkodtató
A Gaia dalai Olivia saját szerzeményei. Az album, annak ellenére, hogy élete legnehezebb, szinte reménytelen időszakában készült, egyértelműen pozitív hangulatú. Egy, a halál közelségét megtapasztalt, a világ sorsáért aggódó, de a reményt soha fel nem adó ember bensőséges vallomása életről, betegségről, halálról, hitről, reményről. Az album dalai a Music Farm stúdióban (Byron Bay, Ausztrália) lettek felvéve.
Az album harmadik dala, a Why Me közvetlenül a műtétet követő éjszakán, a kórházi ágyon lett megírva. Az egész életében egészségesen élő, káros szenvedélyektől mentes Olivia felteszi az ilyenkor szokásos kérdést, Miért én?, melyre a válasz, ez egy próbatétel az élettől.
A tizenegyedik dal a Not Gonna Give It az album többi dalától eltérően egy kubai salsa ritmusú dal a kemoterápia szenvedéseiről.
A No Matter What You Do és a himnikus The Way Of Love című dalok a toleranciát, megértést és a szeretet fontosságát hirdetik.
Az ambient elemekkel kevert new age jellegű Gaia és Don’t Cut Me Down  témája a környezet, a Földanya saját szülöttei, az emberek által való pusztítása. A szintén new age Pegasus egy meditációt követő álom dalba foglalása.

## Az album dalai
A dalok és a dalszövegek Olivia Newton-John szerzeményei
- Trust Yourself
- No Matter What You Do
- No Other Love
- Pegasus
- Why Me
- Don't Cut Me Down
- Gaia
- Do You Feel
- I Never Knew Love
- Silent Ruin
- Not Gonna Give In To It
- The Way Of Love

## Kiadók
Az album Olivia saját produkciójában jelent jelent meg. Ausztráliában Olivia hagyományos kiadója, a Festival Records, más országokban  kisebb helyi kiadók forgalmazásában. Az album az USA-ban a maga idejében nem került kiadásra, 2012-ben jelentette meg első alkalommal a Green Hill Music, teljesen új borítóval. 
- Egyesült Királyság: D Sharp, DSH LCD 7017
- Spanyolország: Disc Medi DM098CD
- Hollandia: Red Bullet RB 66.104
- Japán: Polystar HI-5184
- Japán: Polystar PSCW-5357
- Németország: Bellaphon 290 07 218
- Franciaország: M.R.P. CA 851-50556
- Dánia: Cmc 24156-2
- Ausztrália: Festival TVD 93406
- USA: Green Hill Music – 2012-ben

## Helyezések
A csak kisebb kiadók által forgalmazott, kisebb publicitást kapott és eleve nem a tömegízlést követő album Ausztráliában a No.6., Angliában a No.33. helyezésig jutott, a róla kimásolt No Matter What You Do a 30. helyezést érte el Ausztráliában.

## Kapcsolódó honlapok
Olivia Newton-John
Gaia

## További információ
https://www.youtube.com/watch?v=OmRf6RAgr1c  No Matter What You Do klip